# Ферма
Вижте пояснителната страница за други значения на Ферма.
Фермата е съоръжение, включващо земи и специализирани сгради, предназначени за селскостопанска дейност – производство на храни или технически култури и отглеждане на животни. Фермите могат да бъдат частни, кооперативни или собственост на по-малки или много големи предприятия. Размерът им варира от няколко декара до хиляди хектари.